# Manuel Marín
Manuel Marín González (ur. 21 października 1949 w Ciudad Real, zm. 4 grudnia 2017 w Madrycie) – hiszpański polityk i prawnik, długoletni członek Komisji Europejskiej, w 1999 pełniący obowiązki jej przewodniczącego, w latach 2004–2008 przewodniczący Kongresu Deputowanych.

## Życiorys
Z wykształcenia prawnik, ukończył studia na Uniwersytecie Complutense w Madrycie. Uzyskał następnie dyplom z zakresu europejskiego prawa wspólnotowego w Nancy, kształcił się również w Kolegium Europejskim w Brugii, gdzie później także wykładał.
W 1974 dołączył do Hiszpańskiej Socjalistycznej Partii Robotniczej (PSOE). W 1977 uzyskał po raz pierwszy mandat posła do Kongresu Deputowanych, który utrzymywał w wyborach w 1979 i w 1982. Po tych ostatnich wszedł w skład hiszpańskiego rządu jako sekretarz stanu ds. kontaktów z Wspólnotami Europejskimi, zajmował się negocjacjami w sprawie akcesji Hiszpanii.
W 1986 został członkiem Komisji Europejskiej, w której zasiadł do 1999, przez cały okres pełniąc funkcję wiceprzewodniczącego. Odpowiadał za kwestie spraw społecznych, edukacji i zatrudnienia (1986–1988), kooperacji i rybołówstwa (1989–1992), rozwój i kooperację stosunków gospodarczych z państwami basenu Morza Śródziemnego, Ameryki Łacińskiej, Azji, Afryki, Karaibów i Pacyfiku, a także za pomoc humanitarną (1993–1994). W 1995 dołączył do Komisji Europejskiej, na czele której stanął Jacques Santer, ponownie objął funkcję wiceprzewodniczącego i przejął odpowiedzialność za część stosunków zewnętrznych (obok Hansa van den Broeka).
Komisja ta podała się do dymisji w marcu 1999 po opublikowaniu raportu ekspertów zawierającego wobec jej niektórych członków zarzuty korupcyjne. Manuel Marín został pełniącym obowiązki przewodniczącego KE, kończąc urzędowanie we wrześniu tego samego roku. Zajął się następnie działalnością akademicką na madryckim Universidad Carlos III. W 2000 ponownie został wybrany do Kongresu Deputowanych z listy PSOE. Mandat uzyskał również w 2004, po tych wyborach powierzono mu stanowisko przewodniczącego tej izby hiszpańskiego parlamentu, które zajmował do 2008.
Odznaczony Krzyżem Wielkim Orderu Izabeli Katolickiej.